# Zahorce (rejon mołodecki)
Zahorce (biał. Загорцы, ros. Загорцы) – wieś na Białorusi, w obwodzie mińskim, w rejonie mołodeckim, w sielsowiecie Radoszkowice.
Dawniej używana nazwa – Skołubiszcze.

## Historia
W czasach zaborów wieś w gminie Chocieńczyce, w powiecie wilejskim, w guberni wileńskiej Imperium Rosyjskiego. W 1866 roku liczyła 72 mieszkańców w 8 domach. Należała do dóbr Zahorce, własność Hrehorowiczów.
W latach 1921–1945 wieś leżała w Polsce, w województwie wileńskim, w powiecie wilejskim, od 1927 roku w powiecie mołodeckim, w gminie Radoszkowice.
Według Powszechnego Spisu Ludności z 1921 roku zamieszkiwały tu 294 osoby, 1 była wyznania rzymskokatolickiego, 287 prawosławnego a 6 mojżeszowego. Jednocześnie 209 mieszkańców zadeklarowało polską, 84 białoruską a 1 żydowską przynależność narodową. Było tu 57 budynków mieszkalnych. W 1931 w 66 domach zamieszkiwało 321 osób.
Wierni należeli do parafii rzymskokatolickiej i prawosławnej w Radoszkowicach. Miejscowość podlegała pod Sąd Grodzki w Krasnem i Okręgowy w Wilnie; właściwy urząd pocztowy mieścił się w Radoszkowicach.
W wyniku napaści ZSRR na Polskę we wrześniu 1939 miejscowość znalazła się pod okupacją sowiecką. 2 listopada została włączona do Białoruskiej SRR. Od czerwca 1941 roku pod okupacją niemiecką. W 1944 miejscowość została ponownie zajęta przez wojska sowieckie i włączona do Białoruskiej SRR.

## Przynależność państwowa i administracyjna
- ? – 1917  Imperium Rosyjskie, gubernia wileńska, powiat wilejski
- 1917–1919  Rosyjska FSRR
- 1919–1920  Polska, Zarząd Cywilny Ziem Wschodnich, okręg wileński
- 1920–1921  Rosyjska FSRR
- 1921–1945[b]  Polska
  - województwo:
    - nowogródzkie (1921–1922)
    - Ziemia Wileńska (1922–1926)
    - wileńskie (od 1926)

  - powiat:
    - wilejski (1921–1927)
    - mołodecki (od 1927)
- 1945–1991  ZSRR, Białoruska SRR
- od 1991  Białoruś